# Melian
Melian es un personaje ficticio perteneciente al legendarium del escritor británico J. R. R. Tolkien, y que aparece en sus novelas El Silmarillion y Los hijos de Húrin. 

Los ruiseñores iban siempre con ella y ella era quien les enseñaba a cantar.

## Historia
Melian era una maia que vivía en los jardines de Lórien en Valinor; se cuenta entre los maiar que servían a Vána y Estë.
Melian fue uno de los ainur que dejaron las estancias de Ëru Iluvatar para ir a la Tierra Media para contribuir en su creación. Se dice que durante la marcha de los elfos hacia el oeste, Thingol (Elwë Singollo o ‘Mantogrís’) se desvió buscando a uno de sus compañeros extraviados y se topó con Melian en un claro de los bosques de Nan Elmoth, en donde se amaron en silencio. Desde ese momento Thingol abandonó a su pueblo (los Teleri), y algunos de ellos se quedaron y no siguieron marchando con el grupo principal porque tenían a Thingol en muy alta estima. Éste, al salir de Nan Elmoth y del hechizo de Melian, encontró a los rezagados y presentó a Melian como su esposa, y juntos formaron el reino de Doriath, el primer reino de los elfos grises en la Tierra Media.   
Melian fue el ser más sabio en toda la Tierra Media en la Primera Edad del Sol y los sindar se tornaron más prósperos con sus enseñanzas.
Después de la Primera Batalla de Beleriand, donde los Sindar pelearon contra las huestes de Morgoth Bauglir, ganando con la ayuda de los noldor, Melian desplegó sus poderes y creó en torno a Doriath un cinturón de encantamiento para proteger la ciudad de los males de Morgoth, famosamente conocida como la Cintura de Melian. Este era un laberinto de sombras y dudas en el cual ningún ser podía pasar sin el consentimiento de los reyes de Doriath, a menos que tuviera un poder más grande que Melian.
Melian dio a luz a Lúthien durante la edad de la gracia de los Dos Árboles de Valinor, cuando el Sol y la Luna aún no se alzaban. Lúthien obtuvo la gracia de los ainur y la belleza de los eldar, siendo considerada la criatura más bella de todas las edades. Los descendientes de Lúthien, se dice, nunca abandonarán la tierra y el destino de Arda está atado a ellos. 
Tras la muerte de Thingol a manos de los enanos debido al despertar de la maldición de los Silmarilli de Fëanor, Melian abandonó la Tierra Media y retornó a Lórien a llorar sus penas, por lo cual la Cintura de Melian se levanta, dejando Doriath abierta y vulnerable a los ataques. Doriath posteriormente es destruida por los enanos de Nogrod.

## Jerarquía
Según lo contado en El Silmarillion, había una constante batalla de voluntades entre Menegroth y Tol-in-Gauroth, y esta se hacía evidente en la región terrorífica de Nan Dungortheb, en donde se unían "la hechicería de Sauron y el poder de Melian". 
Los poderes de Melian son comparados con los de Sauron, quien la consideraba su igual. Además, se dice que Morgoth Bauglir temía la mirada de Melian y sus designios.
Por lo tanto, Melian era de la misma jerarquía de altos Maiar, entre los que se puede contar a Sauron, Ossë, Uinen y Arien, la Maia del Sol, entre otros.

## Relación de Melian con Galadriel
Debido a la relación de parentesco entre los hijos de Finarfin y Thingol, a éstos les fue permitido entrar y vivir en Menegroth si así lo deseaban. Entre ellos estaba Galadriel, quien vivió en Doriath (en donde conoció a Celeborn de los Árboles) y fue pupila de Melian, una de las relaciones que se asume son la raíz de la profunda sabiduría y el gran poder que Galadriel ostenta al fin de la Tercera Edad del Sol en los tiempos de El Señor de los Anillos.

## Etimología
El nombre Melian es sindarin, y deriva del quenya Melyanna, con significado "querido obsequio" u "obsequio del amor" (quenya melya, "querido, amado" < quenya mel-, "amor", y quenya anna, "obsequio, regalo").